# Bad Loipersdorf
Bad Loipersdorf är en kommun i distriktet Hartberg-Fürstenfeld i förbundslandet Steiermark i Österrike.
Kommunen består av fyra orter (Ortschaften) (inom parentes invånarantal 1 januari 2024):
- Dietersdorf bei Fürstenfeld (483)
- Gillersdorf (128)
- Loipersdorf bei Fürstenfeld (742)
- Stein (454)

Kommunen hette till och med 2019  Loipersdorf bei Fürstenfeld. Den fick sin nuvarande form den 1 januari 2015 genom en sammanslagning av kommunerna Stein och Loipersdorf bei Fürstenfeld. 